# Toni Scholl
Toni Scholl (* 30. Oktober 1963 in Saarlouis) ist ein deutscher Musiker, Dirigent und Dozent.

## Leben
Toni Scholl begann seine musikalische Laufbahn mit 10 Jahren auf der Posaune. Seit seinem 13. Lebensjahr erhielt er dort professionellen Unterricht. Neben zahlreichen anderen musikalischen Aktivitäten war er bereits in jungen Jahren 1. Posaunist beim Jugendsymphonie-Orchester des Saarlandes sowie beim Stabsmusikkorps der Bundeswehr in Siegburg.
Von 1984 bis 1989 studierte Scholl Posaune an der Musikhochschule des Saarlandes. Zeitgleich begann er autodidaktisch mit dem Dirigieren und gewann bereits mehrere Wettbewerbe mit diversen Orchestern. Darauf folgte sein KA-Studium an der Hochschule für Musik in Frankfurt am Main.
In dieser Zeit arbeitete er mit dem Staatstheater Saarbrücken, dem Pfalztheater Kaiserslautern, dem Theater Karlsruhe, der Kölner Kantorei und dem Sinfonieorchester des Saarländischen Rundfunks zusammen.
Er besuchte zahlreiche Meisterkurse bei Philip Jones, Christian Lindberg, Steven Mead und Pierre Kuijpers, bevor er 1997 sein Dirigierstudium bei Alex Schillings in Groningen/NL begann und dieses im Jahr 2000 erfolgreich abschloss.
Von 1991 bis 1999 war Toni Scholl 1. Tenorhornist bei den Original Egerländer Musikanten unter der Leitung von Ernst Mosch. Bis zum Jahre 2003 führte er dann die neue Formation Die Egerländer Musikanten „Das Original“ in Zusammenarbeit mit Ernst Hutter.
Von Januar 2003 bis April 2005 war er stellvertretender Leiter beim Landespolizeiorchester Baden-Württemberg, von Mai 2005 bis zum Juni 2014 Chefdirigent. Von Juni 2014 bis März 2015 arbeitete er als Interims-Chefdirigent des Bundespolizeiorchesters Hannover.
Als Gastdirigent arbeitete er mit dem Rundfunkblasorchester Leipzig, dem Burgwacht- und Polizeiorchester der Tschechischen Republik, den jungen Symphonikern Hessen, dem Symphonischen Blasorchester Windharmonie Memmingen, dem Orchester Polyphonie-t-wind, der MH Trossingen, dem Sindelfinger Kammerorchester, der Filharmonia Sudecka/Polen und dem Militärorchester Luxemburg zusammen.
Von April 2006 bis 2012 hatte er einen Lehrauftrag für das Fach Dirigieren an der Hochschule für Musik Trossingen inne.
Von Sommer 2010 bis 2020 war er künstlerischer Leiter des Schwäbischen Jugendblasorchester des Allgäu-Schwäbischen Musikbundes. Von 2012 bis 2015 war er künstlerischer Leiter des Festivals „Big Sounds“ in Böblingen. Im Rahmen dieses Festivals leitet er die Bläserphilharmonie BW als Chefdirigent. Von April 2014 bis 2018 leitete er die neugegründeten Allgäu Schwäbischen Musikanten. Hier widmet er sich der Pflege der Böhmischen Musik im Stil von Ernst Mosch.
Seit dem 1. April 2015 ist Toni Scholl Akademischer Mitarbeiter der Musikhochschule Mannheim und unterrichtet dort Blasorchesterleitung.
Toni Scholl gibt diverse Galakonzerte im In- und Ausland, wie beispielsweise bei der Mid Europe in Schladming/Österreich, dem Alpine Musikfestival in Saas Fee/Schweiz, dem Euregio-Musikfestival in Sonthofen und dem World Band Musikfestival in Luzern/Schweiz. Neben den bereits genannten Engagements leitet Toni Scholl Dirigierkurse an der Musikakademie in Marktoberdorf.

## Diskographie
- Schwäbisches Jugendblasorchester – "Dreikönigskonzert 2015 Live"
- Schwäbisches Jugendblasorchester – "Herbskonzert 2014 Live" zusammen mit Jean Claude Braun
- Schwäbisches Jugendblasorchester – "Carmina Burana Live 2014"
- Schwäbisches Jugendblasorchester – "Dreikönigskonzert 2014 Live" zusammen mit José Rafael Villaplana
- Schwäbisches Jugendblasorchester – "Herbskonzert 2013 Live"
- Schwäbisches Jugendblasorchester – "Dreikönigskonzert 2013 Live"
- Schwäbisches Jugendblasorchester – "Herbskonzert 2012 Live"
- Musique Militaire Grand-Ducale – "Spotlight"
- Landespolizeiorchester Baden-Württemberg – "Whit a little helo from your friends"
- Landespolizeiorchester Baden-Württemberg – "Happy New Year"
- Landespolizeiorchester Baden-Württemberg – "Transcriptions for Piano"
- Landespolizeiorchester Baden-Württemberg – "Pegasus"
- Landespolizeiorchester Baden-Württemberg – "Clovis"
- Landespolizeiorchester Baden-Württemberg – "Fuego de la Danza"
- Landespolizeiorchester Baden-Württemberg – "Transcriptions"
- Landespolizeiorchester Baden-Württemberg – "Arabian Nights"
- Polizeimusikkorps Baden-Württemberg – "An Exciting Story"
- Polizeimusikkorps Baden-Württemberg – "El Volador"
- Polizeimusikkorps Baden-Württemberg – "Altair"
- Polizeimusikkorps Baden-Württemberg – "Legenda Rumantscha"
- Polizeimusikkorps Baden-Württemberg – "Creative Compositions 1"
- Polizeimusikkorps Baden-Württemberg – "Street Life"
- Polizeimusikkorps Baden-Württemberg – "Thank you for the Music"
- Polizeimusikkorps Baden-Württemberg – "Winterträume"
- Polizeimusikkorps Baden-Württemberg – "Camelot"
- Polizeimusikkorps Baden-Württemberg – "Simi Jadech"
- Polizeimusikkorps Baden-Württemberg – "Time for Crime"
- Polizeimusikkorps Baden-Württemberg – "Fables and Fantasies"
- Polizeimusikkorps Baden-Württemberg – "Music Festiva"
- Polizeimusikkorps Baden-Württemberg – "Spirit of Music"
- Polizeimusikkorps Baden-Württemberg – "Jazz Inspiration"
- Polizeimusikkorps Baden-Württemberg – "A taste for music"
- Polizeimusikkorps Baden-Württemberg – "Power Play"
- Polizeimusikkorps Baden-Württemberg – "Freude"
- Polizeimusikkorps Baden-Württemberg – "Im Wandel der Zeit"
- Polizeimusikkorps Baden-Württemberg – "Music is my World"
- Polizeimusikkorps Baden-Württemberg – "Blue Night"
- Polizeimusikkorps Baden-Württemberg – "Emotionen"
- Polizeimusikkorps Baden-Württemberg – "Exzellente Blasmusik"
- Polizeimusikkorps Baden-Württemberg – "Musik a la carte"
- Polizeimusikkorps Baden-Württemberg – "Con Fuoco"